# Karl-May-Rezeption von 1913 bis 1933
Die Karl-May-Rezeption von 1913 bis 1933 ist geprägt von den Nachwirkungen der Prozesse Karl Mays, der Gründung des Karl-May-Verlages (KMV) und dem Erscheinen der Gesammelten Werke sowie der immer wieder aufflammenden Kritik an der angeblich jugendgefährdenden „Schundliteratur“ Karl Mays.
Die „goldenen zwanziger Jahre“ brachten aber auch eine gewisse Beruhigung im Karl-May-Streit. Vor allem dank der Bemühungen des KMV war es gelungen, das Ansehen Karl Mays als Schriftsteller in der Öffentlichkeit wieder in ein einigermaßen positives Bild zu setzen. Das drückte sich auch in einem Anstieg der Auflagenzahlen der Gesammelten Werke aus, von 1,6 Mill. Bänden (1913) stieg die Zahl auf 4,3 Mill. (1926).
Der KMV hatte in diesen Jahren die Reihe der Gesammelten Werke schon beträchtlich erweitert. Vor allem die einst umstrittenen Münchmeyer-Romane und andere Frühwerke Mays wurden in teilweise erheblicher Bearbeitung der Reihe angegliedert. Die Bearbeitungspraxis des KMV ist allerdings bis heute sehr umstritten.

## Verlauf der Rezeptionsgeschichte

### Gründung des Karl-May-Verlages
Als Karl May am 30. März 1912 starb, war sein Ruf als Mensch und Schriftsteller durch die jahrelangen unglückseligen Prozesse weitgehend ruiniert. Auch der Absatz seiner Bücher war drastisch zurückgegangen. Fast schien es so, als hätten seine Gegner doch noch ihr Ziel erreicht, Karl May in der Öffentlichkeit zu erledigen.
In dieser schwierigen Situation gründeten am 1. Juli 1913 die Witwe Klara May, der May-Verleger Friedrich Ernst Fehsenfeld und der Jurist Euchar Albrecht Schmid in Radebeul den Verlag der Karl-May-Stiftung (ab 1. Januar 1915: Karl-May-Verlag).
Der Verlag stellte sich die Aufgabe, Karl Mays Gesamtwerk zu edieren, Leben und Werk des Autors zu erforschen und sein Bild in der Literaturkritik und der Öffentlichkeit zu korrigieren. Verlagsleiter Euchar A. Schmid gelang es, die langwierigen Prozesse zum Abschluss zu bringen und durchweg die Rechte an Mays Werken zu erwerben.
Vor allem gelang es ihm 1913, die Rechte an den sieben Union-Bänden zurückzugewinnen, die einst als Jugenderzählungen Karl Mays bei Wilhelm Spemann im Guten Kameraden erschienen waren.

### Erster Weltkrieg und neue Auseinandersetzungen
Kaum begonnen, wurde die schwierige Aufbauarbeit am Verlag und am Vermächtnis Karl Mays durch den Ersten Weltkrieg (1914–1918) schon wieder erschwert. Der Karl-May-Verlag (KMV) edierte zunächst eine Reihe von Feldpostausgaben für die kaiserlich-deutsche Armee. Ein Exemplar der verschollen geglaubten Zeitschrift Schacht und Hütte mit den Geographischen Predigten wurde entdeckt; der schwedische Grafiker Carl Lindeberg für die neue Deckelgestaltung gewonnen (1916); ein neuer biografischer Band über Karl May („Ich“, GW 34) ediert; die umstrittenen Kolportageromane Karl Mays in der Fischer-Ausgabe vom Markt genommen (1917).
Noch während des Krieges kam es 1917/18 zu neuen Auseinandersetzungen um Karl May. Im 18. Band des Biographischen Jahrbuches und deutschen Nekrologes veröffentlichte Alfred Kleinberg einen Beitrag über May, welcher voller Unwahrheiten und Verleumdungen war. Karl-May-Verleger Euchar A. Schmid ging dagegen energisch und letztlich auch erfolgreich vor. Der Artikel wurde in den Bänden ausgetauscht, Verfasser Alfred Kleinberg und Herausgeber Anton Bettelheim kündigten ihre Mitarbeit am Jahrbuch. In der Folge entstand eine ganze Reihe von Pro- und Contra-Veröffentlichungen. Letztlich aber ging Karl Mays Vermächtnis gestärkt aus den Auseinandersetzungen hervor.

### Novemberrevolution und neue Impulse
Das Ende des Ersten Weltkrieges, der Zusammenbruch des deutschen Kaiserreiches und die Gründung der Weimarer Republik brachten auch der Literatur viele Impulse, viel Bewegung, aber auch viel Unruhe. Im Gefolge der Revolution von 1918 kam es in der deutschen Literatur zu Diskussionen um die Neubewertung der verschiedenen Strömungen.
In der katholisch-konservativen Zeitung Die Hochwacht gab es im Jahr 1918 eine Diskussion über Schmutz-, Schund- und Volksliteratur, in der auch auf Karl May Bezug genommen wurde. Ludwig Gurlitt stellte dabei May als idealen „Jugendschriftsteller“ dar und bestätigte ihm, er „hat die Seelen in Bewegung gesetzt“. Otto Eicke gesteht May zu, er „vermittelt ... unbestreitbare ethische Werte“.
Werner Mahrholz schrieb im November 1918 im Literarischen Echo: „May verstand, was die wenigsten seiner Kollegen von der hohen Literatur aus seiner Generation konnten, wirklich erzählen“ und „Für die Dichtung unserer Tage bedeutet der Erfolg Karl Mays eine Mahnung: große Stoffe, bedeutende Handlungen, erhebende Gefühle, tiefe Gedanken allein vermögen das Volk zu ergreifen, nur in großen Bildern kann man ihm seine Nöte und Leiden, Freuden und Seligkeiten deuten und gestalten“.

### Erscheinen der Jahrbücher und Rehabilitation
Einen wesentlichen Anteil am Umschwung der öffentlichen Meinung hin zu Mays Anerkennung hatten auch die Karl-May-Jahrbücher, die von 1918 bis 1933 unter verschiedener Herausgeberschaft erschienen. In ihnen wurden meist in populärer Darstellungsweise Abhandlungen über Mays Leben und Werk, Leseerfahrungen u. ä. veröffentlicht. Auch wenn ihr wissenschaftlicher Wert heute umstritten ist, ihre zeit- und wirkungsgeschichtliche Bedeutung sollte nicht unterschätzt werden.
Die öffentliche Rehabilitierung Karl Mays, dessen Ruf durch die Presse- und Hetzkampagnen der Lebius & Co. erheblich beschädigt worden war, begann zu wirken. So schrieb Hermann Hesse in der Zürcher Zeitung vom 13. Juli 1919:
„Kürzlich las ich zum ersten Mal zwei Bücher eines Autors, der seit Jahrzehnten vielleicht der gelesenste in Deutschland ist und den ich noch nicht kannte. Es ist Karl May. Von Leuten, die etwas [davon] verstehen, war mir immer gesagt worden, er sei ein ganz übler Macher und Schmierer. Es gab einmal eine Art von Kampf um ihn. Nun, ich kenne ihn jetzt, und empfehle seine Bücher den Onkeln von Herzen, die der Jugend Bücher schenken wollen. Sie sind phantastisch, unentwegt und hanebüchen, von einer gesunden, prächtigen Struktur, etwas völlig Frisches und Naives, trotz aller flotten Technik. Wie muß er auf die Jungen wirken! Hätte er doch den Krieg noch erlebt und wäre Pazifist gewesen! Kein Sechszehnjähriger wäre mehr eingerückt!“
Karl May war Pazifist, wie z. B. die Friedensnobelpreisträgerin Bertha von Suttner und viele May-Kenner hätten bestätigen können.
Ende des Jahres 1919 erhob der Pädagoge Ludwig Gurlitt in München in einer umfangreichen Streitschrift unter dem Titel Gerechtigkeit für Karl May seine Stimme gegen die Feinde des Schriftstellers. Der Heimgarten schrieb in seinem 5. Heft im Februar 1920:
„Gurlitt rechnet mit den Feinden unseres meistgelesenen Reiseschriftstellers gründlich ab und verfügt dabei über ein Arsenal von Wissen, von warmer Milde und tiefer Menschenkenntnis. Er versteht, und weil er versteht, so ist ein ‚Verzeihen‘ überflüssig.“
Ernst Bloch rehabilitierte May in einem Artikel in der Frankfurter Zeitung am 31. März 1929 als einen „der besten deutschen Erzähler, und er wäre vielleicht der beste schlechthin, wäre er kein armer, verwirrter Prolet gewesen“.

### Erneute Kritik
In den zwanziger Jahren begann sich ein neuer May-Kritiker zu profilieren, der noch über Jahrzehnte, in wechselnden Zeiten, mit wechselnden Vorzeichen, unerbittlich gegen den Autor und sein Vermächtnis vorging: Wilhelm Fronemann. Aus der Jugendschriftenbewegung um Heinrich Wolgast kommend, entsprachen seine Kritiken zunächst den Zielen dieser Bewegung. In der Jugendschriftenwarte schrieb er 1931, dass May „nach Charakter und geistigem Rang nicht die geringste Eignung zum Volks- und Jugenderzieher hat“. In Mays Werken sieht er „keine Spur von echter Dichtung“ und „literarisch charakterlose Kolportage“.

### Engagierte Gegenwehr
Im Kampf gegen Wilhelm Fronemann engagierte sich besonders ein langjährige Mitarbeiter im Karl-May-Verlag: Fritz Prüfer. Dieser hatte bereits Ostermontag 1913 auf Einladung von Klara May an den Beratungen zur Vorbereitung der Gründung des Verlags der Karl-May-Stiftung teilgenommen. Seine Jahrbuch-Beiträge beschäftigten sich mit Mays Texten und seiner Biografie. Für die Herausgeber der Materialien zur Karl-May-Forschung Band 8 war er „so etwas wie der Spezialist für ausgefallene Dinge im KMJB“.

### Karl-May-Museum
Einen deutlichen Popularitätsaufschwung für May und den KMV dürfte auch die Eröffnung des Karl-May-Museums in Radebeul am 1. Dezember 1928 gebracht haben. Es zeigt vor allem indianische Sammelstücke aus dem Besitz des weitgereisten Artisten Ernst Tobis, genannt Patty Frank, der für Jahrzehnte Leiter des Museums wurde, aber auch aus dem Nachlass von Karl May sowie aus Ankäufen von Klara May.

## Die Jahrbücher

### Rudolf Beissel
Die Idee, Karl-May-Jahrbücher herauszugeben, hatte Rudolf Beissel. Er erstellte zusammen mit Fritz Barthel im Jahre 1917 das erste Karl-May-Jahrbuch, das im Frühjahr des Jahres 1918 bei Salo Schottländer in Breslau erschien und schon im Sommer zu einer zweiten Auflage von 5.000 Exemplaren kam.

### E. A. Schmid
Als Konsul Schottländer starb, übernahm – ab 1920 – der Karl-May-Verlag (KMV) Radebeul die Herausgabe der Jahrbücher. Bald kam es jedoch zum Streit zwischen Beissel und E. A. Schmid, dem Leiter des KMV: Beissel schied aus dem KMV aus und wechselte zur Filmindustrie über. Beissel selbst deutet diese Streitigkeiten dezent an, so dezent, dass man sich über die Gründe der Trennung kein eindeutiges Bild machen kann.

### Max Finke
Von 1921 bis 1924 gab E. A. Schmid das Jahrbuch zusammen mit Max Finke heraus. Finkes Arbeit als Mayforscher begann 1920 mit der Herausgabe von Texten aus Karl Mays literarischem Nachlaß. Wenn diese Edition auch heutigen Maßstäben nicht mehr genügt, weil Finke nur einen geringen Teil der Nachlasstexte veröffentlichen wollte, durfte oder konnte und weil er manche Texte bearbeitete, so ist ihm doch zumindest dafür zu danken, dass er überhaupt solche Texte von Karl May zugänglich machte. Finkes bedeutendste Arbeit ist der im Jahrbuch 1925 posthum veröffentlichte Aufsatz Karl May und die Musik; für lange Zeit die einzige verlässliche Arbeit über dies Thema. Als Max Finke 1924 überraschend im Alter von 35 Jahren starb, verlor die frühe May-Forschung einen ihrer besten Vertreter.

### Franz Kandolf
Neben Finke wuchsen dem Karl-May-Jahrbuch neue, wertvolle Mitarbeiter heran: Kaplan Franz Kandolf aus München debütierte 1921 mit einem Aufsatz über Karl May und das Deutschtum und mit einer bemerkenswerten Studie über die verschiedenen Fassungen des Winnetou-Stoffes. In den kommenden Jahren lieferte er eine Fülle wichtiger Beiträge, die auch heute noch lesenswert sind; vor allem seine Quellenstudien und Motivvergleiche setzen noch heute Maßstäbe.

### Wilhelm Matthießen
Der Kinder- und Jugendbuchautor Wilhelm Matthießen, der mit seinen teils in Tibet, teils im Vorderen Orient angesiedelten Abenteuererzählungen dem Vorbild Karl Mays folgte, schrieb zwischen 1921 und 1935 auch zahlreiche Beiträge für die Karl-May-Jahrbücher.

### Anton „Tono“ Kaiser
war Autor mehrerer Beiträge für die Karl-May-Jahrbücher:
- Der Geächtete. 1923, S. 316 ff.[15]
- May und „Faust“. 1924, S. 216 ff.[16]
- Der Trompeter auf verlorenem Posten. 1926, S. 299 ff.[17]
- Ewigkeitsbewußt. 1927, S. 387 ff.[18]
- Dem Gerechtfertigten. 1932, S. 54[19]

Von ihm stammt das 1967 erschienene Drama Geächteter Hakawati. Die Tragödie Karl May. Ekkehard Bartsch schrieb darüber:
„Anton Kaiser hat – bereits in den 20er Jahren – versucht, das Leben Karl Mays in Form eines Dramas zu schildern und zu deuten [kleine Passage daraus im Karl-May-Jahrbuch 1932], etwas mystisch verbrämt und nicht ohne Skurrilitäten. Die Bildtafeln bringen Bilder zur Biographie Mays, sowie drei Illustrationen von Sascha Schneider zu Karl May.“

### Otto Eicke
Otto Eicke, Redakteur aus Dresden, trat 1922 erstmals mit einem Beitrag über Die Frauengestalten Karl Mays hervor. Die Liste seiner Veröffentlichungen zum Thema „Karl May“ ist lang. Zwischen 1928 und 1933 erschien eine viel beachtete Artikelserie von ihm in den Karl-May-Jahrbüchern.
- 1928: Wenn sie geschwiegen hätten (Onlinefassung)
- 1930: Der verschüttete Quell (Onlinefassung)
- 1930: Der Bruch im Bau (Onlinefassung)
- 1931: Des Baues Vollendung. Gedanken über den Abschluß der Orient-Romane (Onlinefassung)[25]
- 1932: Des Baues Krönung. Gedanken über den Abschluß der Nordamerika-Romane (Onlinefassung)
- 1933: Des Baues Kuppel. Gedanken über die endgültige Abfassung von ‚Winnetous Testament‘ (Onlinefassung)
- 1934/2008: Ausklang (Onlinefassung)

Als „Bruch im Bau“ bezeichnete Eicke die Tatsache, dass sich Karl May unter dem Druck seiner Kritiker gezwungen gefühlt habe, von seinen traditionellen Abenteuerromanen abzugehen und sich in seinem Spätwerk einer symbolischen bzw. symbolistischen Schreibweise zu bedienen. Eicke war (wie auch der Verleger) der Ansicht, dass May besser bei seiner Abenteuerliteratur geblieben wäre. Der Ausdruck „Bruch im Bau“ ist also bei ihm negativ gemeint.

### Ludwig Gurlitt
1925 übernahm der fast siebzigjährige Ludwig Gurlitt nach dem Tod Finkes die Mitherausgeberschaft der Jahrbücher. Zur Karl-May-Forschung stieß er eher zufällig, durch eine persönliche Begegnung mit Karl May; für dessen Werke hat er sich wohl nie sonderlich interessiert. Dafür war ihm der „Kampf“ für Karl May, gegen eine reaktionäre und zum Teil auch sozialistische Gegnerschaft, wichtiger; Gurlitt, streitbar und kampferprobt, gab 1919 seine Streitschrift Gerechtigkeit für Karl May! heraus, nachdem E. A. Schmid zuvor mit seiner Broschüre Eine Lanze für Karl May in dasselbe Horn gestoßen hatte. Die meisten Beiträge Gurlitts in den Karl-May-Jahrbüchern haben kämpferischen Charakter und sollen die „erzieherische Wirkung“ Karl Mays beweisen.

### Konrad Guenther
Als Gurlitt 1931 starb, wurde Konrad Guenther für die Jahrbücher 1931 und 1933 Mitherausgeber Schmids.
Mit dem Jahrgang 1933 wurde das Erscheinen der Jahrbücher eingestellt, um das Thema Karl May aus ideologischen Diskussionen möglichst herauszuhalten.

## Weitere Ereignisse

### Stummfilme
Im Jahr 1920 gründete die Karl-May-Verehrerin Marie Luise Droop zusammen mit Klara May und dem Karl-May-Verlag sowie einer Reihe weiterer Kommanditisten die „Ustad Film Gesellschaft“. Sie beabsichtigte, in jedem Geschäftsjahr fünf Karl-May-Stummfilme zu drehen. Die fünf Filme, die im ersten Jahr geplant waren, hießen:
- Auf den Trümmern des Paradieses
- Die Teufelsanbeter
- Die Todeskarawane
- Vom Stamme der Verfluchten
- Old Shatterhand

Die ersten drei Filme konnten realisiert werden, für die beiden anderen fehlte das Geld. Wegen mangelnder Finanzierung musste schließlich das ganze Unternehmen wieder aufgegeben werden.
Die abgedrehten Filme sind bis heute verschollen, es wurde nie eine Kopie gefunden.

### Theaterinszenierungen
Hermann Dimmler schrieb 1919 ein Theaterstück zum „Winnetou“-Stoff, das mehrfach aufgeführt, aber erst 1928 unter dem Titel Winnetou. Reiseerzählung von Karl May. Für die Bühne gestaltet von Dr. H. Dimmler veröffentlicht wurde.
Die früheste bekannte Inszenierung des Stückes war am 8. November 1919 in München am Deutschen Theater. Regie führte damals Alfred Lommatzsch. Er setzte das Stück in neun Bildern um. Eine weitere Aufführung fand 1932 in Hohenstein-Ernstthal statt mit Werner Legère als Winnetou.
Ludwig Körner nahm 1928 die Dimmler-Fassung als Grundlage für sein Stück Winnetou, der rote Gentleman: Schauspiel in 6 Bildern nach Karl Mays Reiseerzählung. Körner setzte das Stück in sechs Bildern um. Diese Neufassung wurde erstmals 1928 in Wien auf der Renaissance-Bühne gespielt.
| - Winnetou (Wien 1928) - Winnetou (Linz 1928) | - Winnetou (Berlin 1929) - Winnetou (Berlin 1931) | - Winnetou (Berlin 1938) - Winnetou (Hamburg 1940) |

Ludwig Körner selbst spielte in mehreren Aufführungen den Old Shatterhand. Carl Zuckmayer begeisterte sich in seinem großen Bericht „Winnetou auf der Bühne“ in der Vossischen Zeitung vom 6. Dezember 1929 über eine Aufführung des Dimmler/Körner-Stücks Winnetou, der rote Gentleman:
„Freude des Herzens! Jubel der Seele! Wir haben sie gesehen, von Angesicht zu Angesicht, nach zwanzig Jahren des Hoffens, Harrens, Glaubens und Vertrauens: […] Winnetou und Old Shatterhand.“

### Ehrung am Grab
Als sich der Zirkus Sarrasani 1927 mit seinem neuen Programm vorstellte, befanden sich unter den präsentierten Völkerschaften auch Indianer aus der Reservation der Pine Ridge Agency in South Dakota, die vom Siouxhäuptling Big Snake (Susetscha Tanka = Große Schlange) angeführt wurden. Der aus Radebeul stammende Zirkusdirektor Hans Stosch-Sarrasani jun. kündigte gegenüber Klara May am 4. Dezember 1927 den Besuch „seiner“ Indianer am Grab des Schriftstellers an.
Am 17. Januar 1928 versammelte sich eine unübersehbare Menschenmenge, als die Sioux vor dem Zirkusbau „Sarrasani“ mehrere Kraftwagen bestiegen, um nach Radebeul zu fahren. In Radebeul warteten Unzählige vor dem Friedhof Radebeul-Ost. Pressevertreter hatten sich bereits im Innern des abgesperrten Friedhofes postiert, darunter auch ein Reporter der New York Times, deren Schlagzeile später lautete: "American Indians honor Karl May!"
An Mays Grabmal trafen sich der Dresdner Generalkonsul der Vereinigten Staaten, Arminius T. Haeberle, Stosch-Sarrasani, E. A. Schmid und Patty Frank. Später vor der „Villa Bärenfett“ begrüßte Klara May ihre Gäste auf Englisch. Die Indianer dankten es ihr mit einem Tanz. Anschließend zeigte Patty Frank den Gästen die im Blockhaus angehäuften Schätze indianischer Kultur.

## Hagiographie Mays
Klara Mays Bemühungen um das Erbe ihres Mannes waren problematisch: Ihr war eher an Hagiographie als an sachlicher Aufklärung gelegen. Sie versuchte, so viele Materialien wie möglich zu beseitigen, die ein schlechtes Licht auf den Verstorbenen warfen. Sie erwirkte 1922 eine Vernichtung der Mittweidaer Strafakten und verärgerte damit Euchar A. Schmid, der für eine offene Darlegung der Verstrickungen Mays war. Sie verbreitete in zahlreichen Veröffentlichungen anfechtbare Informationen, die in ihrer Tendenz an die überwunden geglaubte Old-Shatterhand-Legende erinnerten. So berichtete sie in einem Rückblick auf ihre Amerikareisen, May sei nachweislich in einer großen Anzahl Indianermundarten bewandert gewesen, habe auch während der Orientreise 1899/1900 „nie einen Dolmetscher gebraucht“ und sich den Strapazen dieser und der späteren Amerikareise derart gewachsen gezeigt, dass Jüngere nur staunen und in ihm immer noch den versierten Globetrotter von einst erkennen konnten. Die Fotografien von diesen Reisen vermittelten aber ganz andere Eindrücke.

## Ernsthafte Biographie
Otto Forst de Battaglia veröffentlichte 1931 im Amalthea-Verlag Zürich mit Karl May. Ein Leben, ein Traum eine der ersten ernsthaften Biographien Karl Mays mit 32 Abbildungen. Darin heißt es:

„Ein Karl-May-Buch, ob kurz oder lang, beginnt damit, dass ein überdimensionaler Schuft an einem durchaus sympathischen Mitmenschen ein himmelschreiendes Verbrechen verübt. Doch immer wieder siegt die Gerechtigkeit: Hans bekommt seine Grete, die rechten Erben bekommen den nicht bloß metaphorischen Schatz, die unschuldig verfolgten Aristokraten werden in ihren vorigen hohen Stand wieder eingesetzt, und jede Schuld rächt sich auf Erden.“

Nach einem Bericht über diese Biographie im Frankfurter Schulfunk gab es wieder gehässige Kommentare:
„Nun haben die Pädagogen seit einem halben Jahrhundert den Vielschreiber von Radebeul bekämpft, haben ihn glücklich aus Schulen und Jugendbüchereien hinausgebracht, und jetzt kommt eine ahnungslose Schulfunkleitung und läßt einen energischen Propagandavortrag für den alten Schwindelfritzen in die Schulklassen hineinreden. [...] Was der Wiener Schriftsteller Otto Forst-Battaglia im Frankfurter Schulfunk vortrug, das kann sich als Schwindelmythos neben den berühmtesten Münchhausiaden Old Shatterhands oder Kara Ben Nemsi Effendi sehen lassen.“

## Zitate

### Ein Dichter ohne Einschränkung
„Es tut mir aufrichtig leid, daß Karl May diese Zeilen nicht mehr lesen wird. Ich hätte sie auch geschrieben, wenn er nicht in diesen Tagen gestorben wäre. Jetzt bin ich in der üblen Lage, zu gleicher Zeit über den Verfasser von ‚Old Shatterhand‘ freundliche Worte sagen zu müssen, wo sich ‚angesichts der Majestät des Todes‘ allerlei ‚Schornalisten‘ ebenfalls dazu gedrängt fühlen, die vorgestern noch ganze Fässer voll Jauche über den Mann ausgossen ... Es hatte sich nämlich in einem Beleidigungsprozeß herausgestellt, daß der alte Mann in seinen Jugendjahren recht abenteuerlichen Ulk getrieben hat und dafür sogar im Gefängnis sitzen mußte. Es war klar, daß so ein Kerl ein literarischer Hochstapler war, dessen Erzeugnisse nicht den geringsten Wert haben konnten, um so weniger, als ihm philologisch gerichtete Spürgeister nachwiesen, daß er die Gegenden des wilden Westens und des dunklen Afrikas, die er so lebendig zu schildern wußte, niemals mit eigenen Augen gesehen hat ... Was mögen sich die Leute wohl unter dichterischem Schaffen vorstellen, die May vorwerfen, er sei gar nicht in den Ländern gewesen, die er beschrieben hat ... Als wir ‚Wilhelm Tell‘ lasen, wurde uns als besonderes Verdienst Schillers gepriesen, daß er nie in der Schweiz war und nur aus der Phantasie seine Kulissen-Landschaften schuf ... Was alles seine Angreifer gegen May vorbringen, spricht für ihn, und es ist schändliche Undankbarkeit derer, die ihre besten Jugendstunden seinen Mordsgeschichten verdanken, dem Manne, der das Prädikat eines Dichters ohne Einschränkung verdient, nachträglich seine Verdienste zu schmälern.“

### Geschult an Karl May
„Verantwortung zu tragen, das wurde uns nicht gepredigt, das ergab sich einfach in der Gemeinschaft. Unsere Spielgefährten waren Dorfkinder, und es war klar, daß wir es waren, die für zerbrochene Fensterscheiben oder abhandengekommenes Werkzeug die Schelte bekamen – dafür sorgten schon die Handwerker, die keineswegs glimpflich mit uns umgingen. Petzen, sich drücken und einwenden, das waren nicht wir, das war der und der, das wäre ganz gegen unsere an Karl May geschulten Begriffe von Edelmut und Fairneß gewesen.“